# Абсіменс
Абсіменс (англ. аbsiemens) — одиниця вимірювання електричної провідності в cистемі СГСМ (абсолютна електромагнітна система одиниць). Рівна провідності провідника, в якому за різниці потенціалів 1 абвольт протікає струм силою 1 абампер.
Зв’язок з одиницею системи SI: 1 абсіменс = 109 См.
Абсіменс є надто великою одиницею електропровідності, тому на практиці використовується рідко.